# 军都山

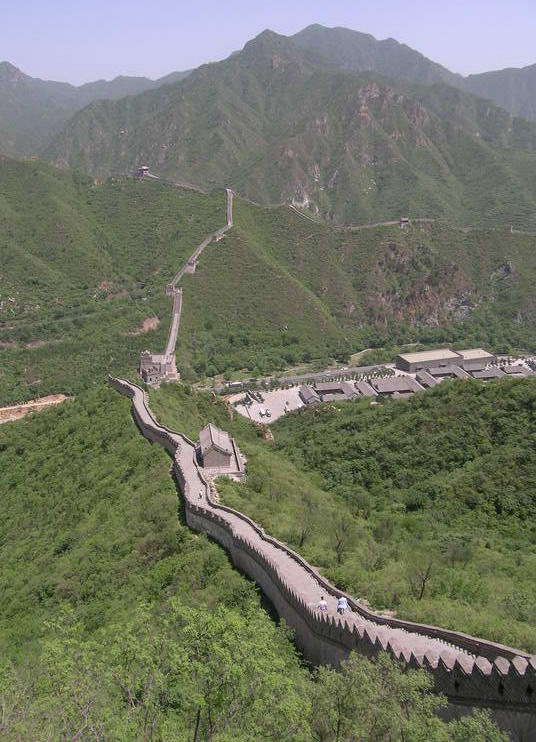
居庸关长城附近的军都山

军都山是位于北京市北郊的重要山地，属大马群山/燕山山脉的一部分。军都山处于燕山主山脉和太行山山脉的接合部位，东以古北口与燕山相邻，西界为居庸关同太行山相对峙。著名的万里长城在北京的主要部位都在军都山系中，如八达岭长城、慕田峪长城以及居庸关长城。此外，明朝的皇家陵墓（明十三陵）也分布于军都山位于昌平区的一片小盆地之中，与之毗邻的是十三陵水库，后者曾是北京奥运会铁人三项赛场。位于军都山脚下的重要地点还包括北京化工大学(北区)、中国石油大学（北京）、中国政法大学（昌平校区）、秦城监狱、密云水库等。